# 社会保障と税の一体改革に関する特別委員会

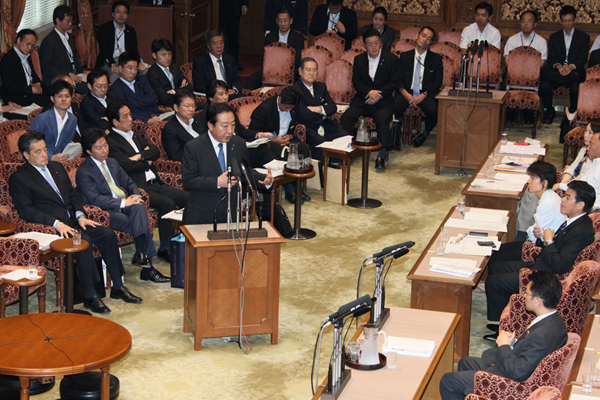
2012年8月、参議院社会保障と税の一体改革に関する特別委員会にて

社会保障と税の一体改革に関する特別委員会（しゃかいほしょうとぜいのいったいかいかくにかんするとくべついいんかい）は、過去に存在した国会の特別委員会の一つ。第180回国会で設置された。野田内閣が進める消費税の増税並びに社会保障問題に関連する事項について議論する委員会である。

## 国務大臣
- 内閣総理大臣
  - 野田佳彦
- 副総理兼社会保障・税一体改革担当大臣[1]
  - 岡田克也
- 総務大臣
  - 川端達夫
- 財務大臣
  - 安住淳
- 厚生労働大臣兼内閣府特命担当大臣（少子化対策）
  - 小宮山洋子
- 財務副大臣
  - 五十嵐文彦
- 内閣府大臣政務官
  - 大串博志
- 財務大臣政務官
  - 三谷光男

## 衆議院
（2012年4月26日時点）
- 社会保障と税の一体改革に関する特別委員長
  - 中野寛成（民主党・無所属クラブ）
- 理事
  - 武正公一、鉢呂吉雄、古本伸一郎、松本大輔、和田隆志（民主党・無所属クラブ）
  - 逢沢一郎、伊吹文明（自由民主党・無所属の会）
  - 西博義（公明党）
- 委員
  - 石井登志郎、稲富修二、江端貴子、小川淳也、岡田康裕、岸本周平、篠原孝、白石洋一、田嶋要、田中美絵子、田村謙治、永江孝子、長尾敬、早川久美子、藤田憲彦、三村和也、宮島大典、室井秀子、湯原俊二、柚木道義、渡辺恒三（民主党・無所属クラブ）
  - 石田真敏、加藤勝信、金子一義、鴨下一郎、田村憲久、竹下亘、野田毅、馳浩、町村信孝（自由民主党・無所属の会）
  - 竹内譲（公明党）
  - 宮本岳志（日本共産党）
  - 豊田潤多郎（新党きづな）
  - 中島隆利（社会民主党・市民連合）
  - 山内康一（みんなの党）
  - 中島正純（国民新党）

## 参議院
（2012年7月6日時点）
- 社会保障と税の一体改革に関する特別委員長
  - 高橋千秋（民主党・新緑風会）
- 理事
  - 大久保勉、桜井充、吉川沙織（民主党・新緑風会）
  - 石井準一、衛藤晟一、中村博彦（自由民主党・たちあがれ日本・無所属の会）
  - 荒木清寛（公明党）
  - 中村哲治（国民の生活が第一）
- 委員
  - 梅村聡、大久保潔重、大島九州男、岡崎トミ子、金子洋一、川上義博、西村正美、林久美子、藤谷光信、蓮舫（民主党・新緑風会）
  - 礒崎陽輔、上野通子、片山虎之助、髙階恵美子、塚田一郎、中川雅治、中西祐介、水落敏栄、宮澤洋一、山崎力、山谷えり子、若林健太（自由民主党・たちあがれ日本・無所属の会）
  - 竹谷とし子、渡辺孝男（公明党）
  - 姫井由美子（国民の生活が第一）
  - 桜内文城、中西健治（みんなの党）
  - 大門美紀史（日本共産党）
  - 福島瑞穂（社会民主党・護憲連合）